# JR Central série 383
La série 383 (383系, 383-kei) est un type de rame automotrice électrique exploitée par la compagnie JR Central.

## Description
La série 383 a été fabriquée par les constructeurs Hitachi, Kawasaki Heavy Industries et Nippon Sharyo. Les rames comportent 6 voitures (9 rames), 4 voitures (3 rames) ou 2 voitures (5 rames) couplables entre-elles. L'aménagement intérieur de compose de sièges transversaux, en disposition 2+2 en classe standard et 2+1 en Green class (la première classe).

## Histoire
Les premières rames de la série 383 ont été introduites le 29 avril 1995.
Le modèle est récompensé d'un Laurel Prize en 1996.

## Services
Les rames effectuent les services express Shinano entre Nagoya et Nagano, ainsi que les services Home Liner Mizunami entre Nagoya et Mizunami.

## Galerie photos

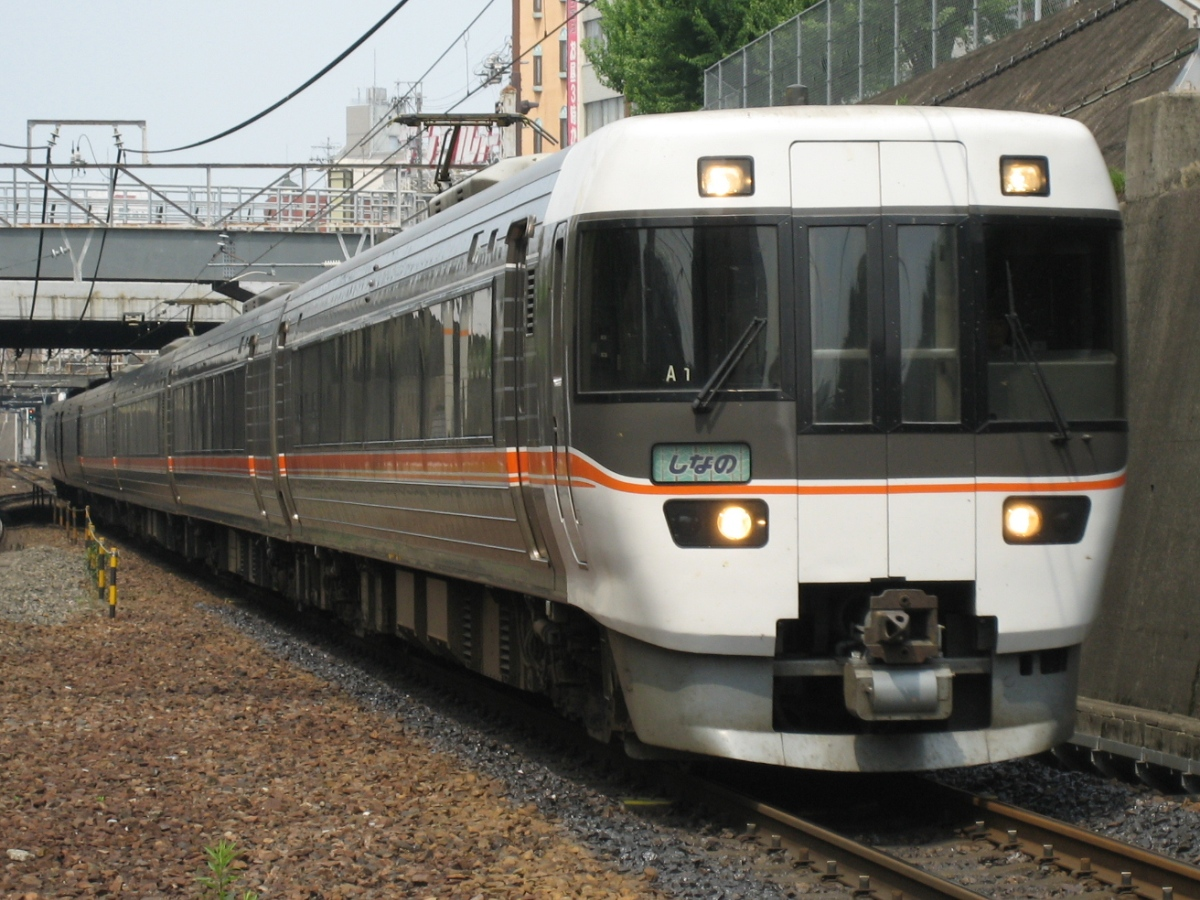
Face avant coté intercirculation.
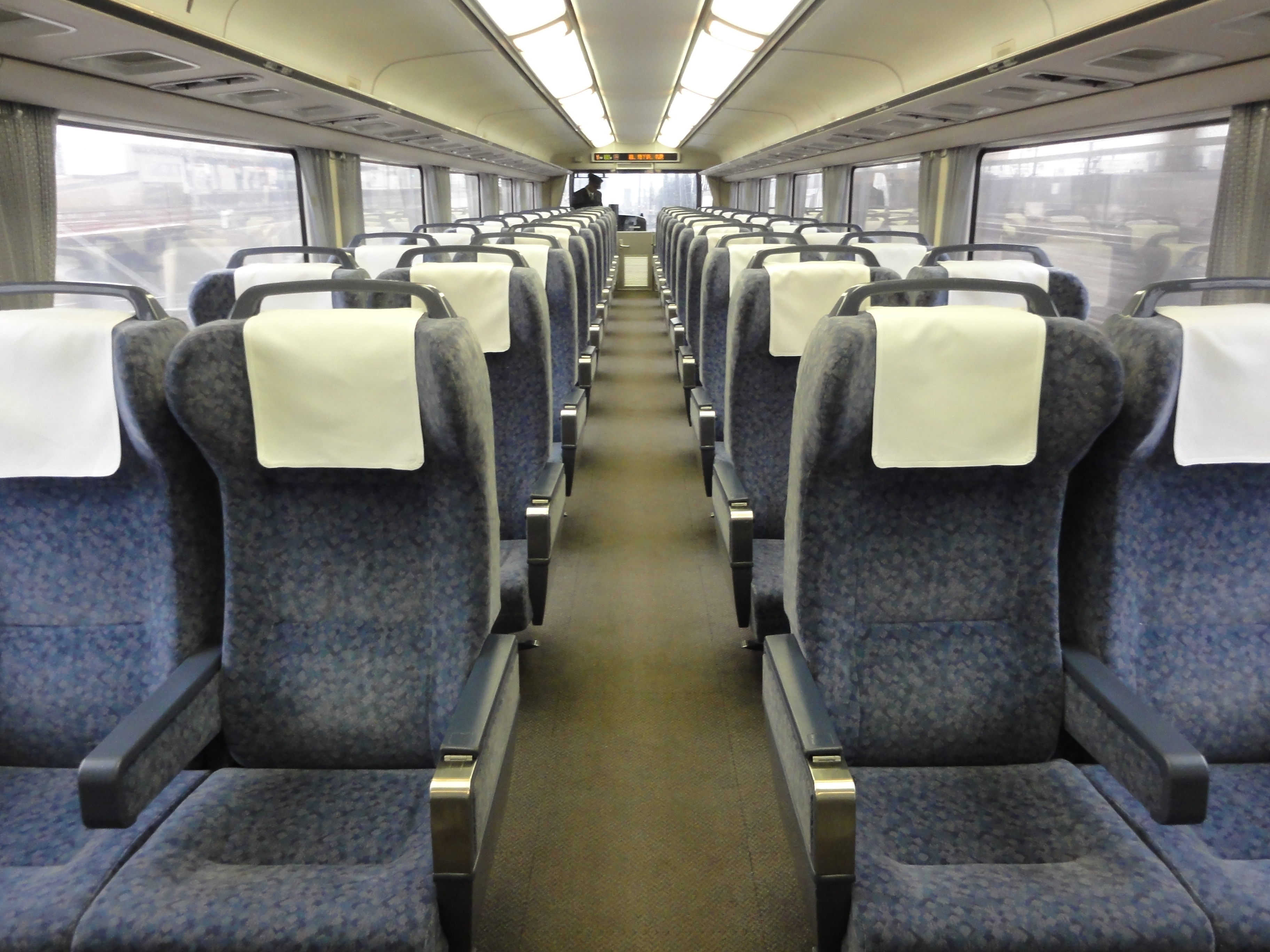
Intérieur de la classe standard.
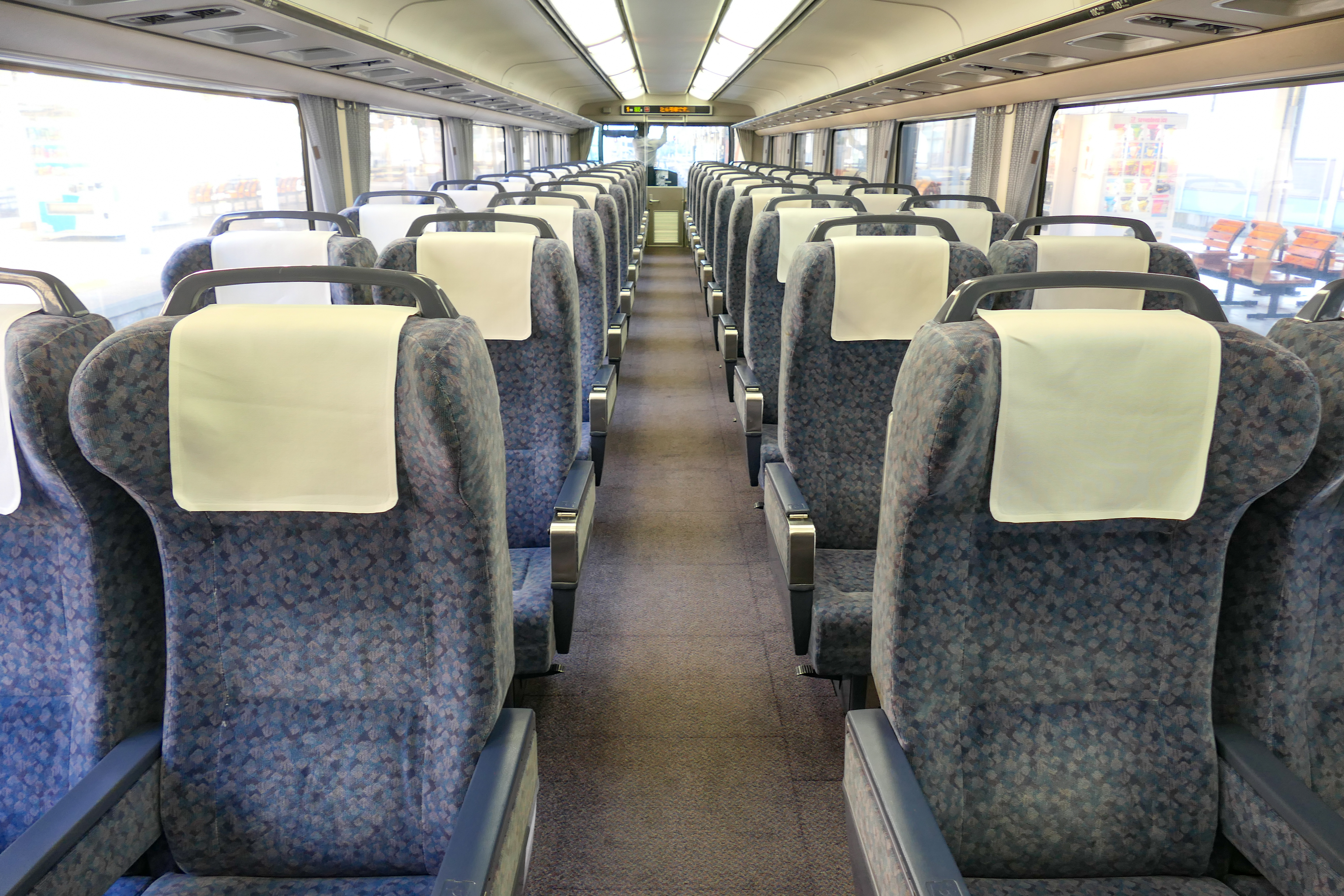
Intérieur de la Green class.